# Henry Bataille
Henry Bataille (n. 4 aprilie 1872, Nîmes, Franța – d. 2 martie 1922, Rueil, Métropole du Grand Paris, Franța) a fost dramaturg și poet francez.

## Opera
- 1895: Camera albă ("La Chambre blanche");
- 1904: Maman Colibri ("Maman Colibri");
- 1905: Marșul nupțial ("La marche nuptiale");
- 1909: Scandalul ("Le scandale");
- 1912: Făcliile ("Les flambeaux");
- 1917: Divina tragedie ("La divine tragédie").